# Lewis Fry Richardson
Lewis Fry Richardson (11. říjen 1881, Newcastle upon Tyne, Anglie – 30. září 1953, Kilmun, Skotsko) byl anglický matematik, fyzik, meteorolog, psycholog a pacifista. Je známý jako průkopník aplikace matematických metod v oblasti meteorologie a díky pokusům o použití těchto metod v oblasti zabraňování vzniku válek. Je také známý díky své práci v oblasti fraktálů.

## Život a vzdělání
Lewis Fry Richardson byl nejmladším ze sedmi dětí Catherine Fryové (1838–1919) a Davida Richardsona (1835–1913). Byli bohatá kvakerská rodina, jeho otec podnikal v oblasti zpracování kůže.
Jako dvanáctiletý odešel studovat do kvakerské internátní školy Bootham v Yorku, kde získal vynikající vzdělání v oblasti přírodních věd. V roce 1898 začal studovat na univerzitě v Durhamu, kde navštěvoval kurzy matematické fyziky, chemie, botaniky a zoologie. O dva roky později odešel studovat na Cambridgeskou univerzitu, kde v roce 1903 ukončil studium tzv. natural science tripos zaměřeného na přírodní vědy. Jako sedmačtyřicetiletý získal doktorát z matematické psychologie na Londýnské univerzitě.
V roce 1909 se oženil s Dorothy Garnettovou (1885–1956), dcerou fyzika Williama Garnetta. Nemohli mít vlastní děti kvůli nekompatibilitě krevních skupin, ale adoptovali dva syny a jednu dceru.
Richardsonová kvakerská víra zahrnovala silný pacifismus a díky výhradě svědomí byl osvobozen od povinnosti bojovat v první světové válce. To mu však následně zabránilo získat akademický post.

## Meteorologie
Richardsonův zájem o meteorologii a předpovídání počasí ho přivedl k výzkumu možností předpovídání počasí pomocí diferenciálních rovnic. S touto metodou přišel v roce 1922 v práci Weather Prediction by Numerical Process. Tato metoda se dnes běžně používá, avšak v té době ještě neexistovala výpočetní technika schopna řešit takové úlohy.
Zabýval se také atmosférickou turbulencí, v této oblasti připravil velké množství experimentů. V této oblasti je po něm pojmenováno tzv. Richardsonovo číslo.

## Numerická matematika
Pracoval také v oblasti numerických metod. V tomto odvětví je po něm pojmenována tzv. Richardsonova extrapolace, metoda na zvyšování řádu konvergence posloupnosti. Tato metoda se využívá např. při Rombergově metodě numerického integrování, jakož i při Bulirschově-Stoerově algoritmu na řešení obyčejných diferenciálních rovnic.

## Matematická analýza válek
Je známý také díky pokusům matematicky pochopit vznik mezinárodního konfliktu. Z tohoto důvodu bývá považován za zakladatele, případně za spoluzakladatele (společně s Quincy Wrightem a Pitirimem Alexandrovičem Sorokinem a dalšími), vědecké analýzy konfliktu, kterou lze považovat za interdisciplinární oblast kvantitativních a matematických společenských věd, zkoumajících podmínky vzniku válek, jakož i udržení míru. Podobně jako při předpovědi počasí, i v této oblasti Richardson aplikoval zejména diferenciální rovnice a teorii pravděpodobnosti.
Je také původcem teorie, že pravděpodobnost vzniku vojenského konfliktu mezi dvěma státy je funkcí délky jejich společné hranice. Studium hranic států ho přivedlo k myšlenkám, které lze považovat za základní v moderním studiu fraktálů.
V dílech Arms and Insecurity (1949) a Statistics of Deadly Quarrels (1950) se pokoušel statisticky analyzovat příčiny vzniku válek. Mezi faktory, které při těchto analýzách zohledňoval byli např. ekonomika, jazyk či náboženství.